# Bình Nam
Bình Nam is een xã in het district Thăng Bình, een van de districten in de Vietnamese provincie Quảng Nam. Bình Nam heeft ruim 8700 inwoners op een oppervlakte van 26,12 km².

## Geografie en topografie
Bình Nam ligt in het oosten van de huyện Thăng Bình. In het oosten ligt de Zuid-Chinese Zee. In het zuiden grenst Bình Nam aan de thành phố Tam Kỳ. De aangrenzende xã in Tam Kỳ is Tam Thăng. De aangrenzende xã in Thăng Bình zijn Bình An, Bình Trung, Bình Sa en Bình Hải. De Trường Giang stroomt door Bình Nam.